# Софья Ковалевская (фильм)
«Со́фья Ковале́вская» — трёхсерийный советский телефильм, снятый Аян Шахмалиевой по мотивам биографии русского математика Софьи Ковалевской (1850—1891).

## Сюжет
О первой женщине, ставшей членом-корреспондентом, представляющей Петербургскую Академию Наук, а также первой в мире женщине — профессоре математики. Повествование основывается на воспоминаниях повзрослевшей дочери Софьи и Владимира Ковалевских Софии (в семейном кругу — Фуфа). Именно она спустя годы после смерти матери пытается разобраться с её истинной сущностью. Понять, что же Софья Ковалевская представляла собой не только как математик и общественный деятель, но и как личность, жизнь которой была полна всевозможными событиями и трудностями.

## В ролях
- Елена Сафонова — Софья Ковалевская
- Владимир Летенков — Владимир Ковалевский
- Аристарх Ливанов — Максим Ковалевский
- Наталья Сайко — Юлия Лермонтова
- Альгимантас Масюлис — Карл Вейерштрасс
- Елена Соловей — Анна Корвин-Круковская (Жаклар)
- Александр Филиппенко — Фёдор Михайлович Достоевский
- Пётр Шелохонов — академик Иван Сеченов
- Елена Аржаник — Фуфа, дочь Ковалевской
- Ивар Калныньш — Виктор Жаклар
- Лембит Ульфсак — Леффлер
- Николай Лавров — Лихачёв
- Юрий Соломин — Великий князь
- Вайва Майнелите — Шарлотта Леффлер
- Станислав Ландграф — Жансен
- Николай Крюков — генерал Корвин-Круковский, отец Софьи
- Алла Мещерякова — Мария Бокова-Сеченова

## Съёмочная группа
- Авторы сценария: Дмитрий Василиу, Борис Добродеев
- Режиссёр: Аян Шахмалиева
- Оператор-постановщик: Сергей Юриздицкий
- Художник-постановщик: Георгий Кропачёв
- Композитор: Исаак Шварц

## Критика
«Софья Ковалевская» — канонический фильм из серии «Жизнь замечательных людей», но в лучших его эпизодах заявлен внутренний конфликт героини, оказавшейся перед выбором между служением науке и простым человеческим счастьем.
— Александр Шпагин, «Новейшая история отечественного кино. 1986–2000»